# Tiridat II. Partski
Tiridat II. Partski  je bio vladarom Partskog Carstva. Vladao je u dvama razdobljima: od 32. pr. Kr. do 30. pr. Kr. godine te od 27. pr. Kr. do 25. pr. Kr. Bio je iz dinastije Arsakida.

## Povijest
Kad je Fraat IV. zaratio s Augustom, Marko Antonije nije bio u mogućnosti očuvati pod svojom vlašću krajeve koje je osvojio. Tako je Fraat IV: uskoro vratio pod svoju vlast Atropatenu te istjerao Artavazdova sina Artaksa natrag u Armeniju. 

### Prvo vladanje
Njegove broje okrutnosti su naljutile njegove podanike, koji su stoga 32. pr. Kr. postavli Tiridata II.na prijestolje. Fraata IV. su na prijestolje vratili Skiti, a Tiridat II. je pobjegao u Siriju. Ondje je Tiridat II. smio ostati jer mu je August to dopustio, no August ga nije htio poduprijeti. Rimljani su se nadali da bi August mogao osvetiti poraz kojeg su Parti nanijeli rimskom generalu Marka Licinija Krasa, no on je riješio stvar mirovnim sporazumom, po kojem je Fraat vratio zarobljenike, a kraljevstvo Armenija je priznato za rimsku dependenciju. Tiridat je Rimljanima predao jednog Fraatova sina Rimljanima. 

### Drugo vladanje
Tijekom idućih godina Tiridat je opet krenuo na Partsko Carstvo. Uz rimsku se pomoć 26. pr. Kr. vratio na vlast, zauzevši dijelove Mezopotamije. Neke kovanice datirane u ožujak i svibanj 26. pr. Kr. na kojima je bilo ukovano ime kralja "Arsaces Philoromaios" pripadaju njemu. Kovane su u Babiloniji. Na naličju se nalazi kraljev lik koji sjedi na prijestolju s Tihom koja mu pruža palminu grančicu. 
Tiridata su opet izgnali s vlasti te je odveo Fraatova sina kao taoca Augustu u Španjolsku. August je dječaka predao ocu bez otkupnine, ali je odbio predati "bjegunca roba Tiridata" Fraatu. Partskog je kralja izvjestio da neće dodatno pomoći svog rivala.